# Miracles in December
Miracles in December (tiếng Hàn: 12월의 기적; tiếng Trung: 十二月的奇迹) là mini-album thứ hai của nhóm nhạc nam Hàn-Trung Quốc EXO, được S.M. Entertainment phát hành với hai phiên bản tiếng Hàn và tiếng Trung vào ngày 9 tháng 12 năm 2013.

## Giới thiệu
Với tư cách nghệ sĩ có tuổi nghề nhỏ nhất S.M. Entertainment vào thời điểm hiện tại, để chuẩn bị cho tuần lễ sự kiện hòa nhạc nhân mùa Giáng sinh - SMTOWNWEEK 2013 - EXO được phép ra mắt album đặc biệt dành cho mùa lễ này với nhan đề "Miracles in December".
Ngày 28 tháng 11 năm 2013, S.M. Entertainment tiết lộ bìa album "Miracles in December" (phiên bản Trắng trên Twitter và phiên bản Đỏ trên trang chủ) và ngày phát hành trên các phương tiện thông tin.
Ngày 2 tháng 12 năm 2013, S.M. Entertainment đăng tải 2 đoạn video giới thiệu về MV ca khúc chủ đề "Miracles in December".
Một ngày sau đó, ngày 3 tháng 12 năm 2013, 2 đoạn video khác bao gồm một bản mix các ca khúc trong album cũng được đăng tải trên kênh YouTube của công ty này. Cùng ngày hôm đó, 1 đoạn video phỏng vấn các thành viên về sự kiện SMTOWNWEEK 2013 được đăng tải, các thành viên hé lộ về các màn biểu diễn của họ.
Ngày hôm sau, 5 tháng 12 năm 2013, S.M. Entertainment chính thức đăng tải MV của 2 phiên bản tiếng Hàn và tiếng Quan Thoại của "Miracles in December", đồng thời phát hành trước ca khúc chủ đề "Miracles in December" trực tuyến. Sau đó, trên trang chủ của S.M. Entertainment, tracklist của "Miracles in December" được công bố và màn trình diễn trở lại của nhóm được trình bày trên sân khấu mnet M! Countdown lần đầu tiên.

## Danh sách bài hát
| Miracles in December – Phiên bản tiếng Hàn | Miracles in December – Phiên bản tiếng Hàn                       | Miracles in December – Phiên bản tiếng Hàn | Miracles in December – Phiên bản tiếng Hàn             | Miracles in December – Phiên bản tiếng Hàn |
| STT                                        | Nhan đề                                                          | Phổ lời                                    | Phổ nhạc                                               | Thời lượng                                 |
| ------------------------------------------ | ---------------------------------------------------------------- | ------------------------------------------ | ------------------------------------------------------ | ------------------------------------------ |
| 1.                                         | "Miracles in December" (Baekhyun, Chen, D.O.)                    | Sarah Yoon                                 | Andreas Stone Johansson Rick Hanley                    | 4:34                                       |
| 2.                                         | "Christmas Day" (Suho, Xiumin, Luhan, Baekhyun, Chen, Lay, D.O.) | Misfit                                     | Gabriela Soza Samantha Powell Philip Hochstrate        | 3:46                                       |
| 3.                                         | "The Star" (Suho, Kris, Baekhyun, Chanyeol, D.O., Kai, Sehun)    | Soulfulmonster                             | Kei Lim Kwang-wook Martin Mulholland Nermin Harambasic | 4:07                                       |
| 4.                                         | "My Turn to Cry" (Baekhyun, Chen, D.O.)                          | Kim Young-hu                               | Alex Cantrall Jeff Hoeppner Phillip Anthony White      | 4:07                                       |
| 5.                                         | "The First Snow" (Suho, Baekhyun, Chanyeol, D.O., Kai, Sehun)    | Kenzie                                     | Kim Jung-bae Kenzie                                    | 3:27                                       |
| 6.                                         | "Miracles in December" (Classical Orchestra Version)             |                                            | Johansson Hanley                                       | 4:33                                       |
| Tổng thời lượng:                           | Tổng thời lượng:                                                 | Tổng thời lượng:                           | Tổng thời lượng:                                       | 24:33                                      |

| Miracles in December – Phiên bản tiếng Trung | Miracles in December – Phiên bản tiếng Trung                     | Miracles in December – Phiên bản tiếng Trung | Miracles in December – Phiên bản tiếng Trung           | Miracles in December – Phiên bản tiếng Trung |
| STT                                          | Nhan đề                                                          | Phổ lời                                      | Phổ nhạc                                               | Thời lượng                                   |
| -------------------------------------------- | ---------------------------------------------------------------- | -------------------------------------------- | ------------------------------------------------------ | -------------------------------------------- |
| 1.                                           | "Miracles in December" (Luhan, Baekhyun, Chen)                   | Liu Yuan                                     | Johansson Hanley                                       | 4:33                                         |
| 2.                                           | "Christmas Day" (Suho, Xiumin, Luhan, Baekhyun, Chen, Lay, D.O.) | 長友美知惠                                   | Soza Powell Hochstrate                                 | 3:46                                         |
| 3.                                           | "The Star" (Xiumin, Luhan, Baekhyun, Kris, D.O., Chen, Lay, Tao) | T-Crash                                      | Kei Lim Kwang-wook Martin Mulholland Nermin Harambasic | 4:07                                         |
| 4.                                           | "My Turn to Cry" (Luhan, Baekhyun, Chen)                         | Wang Ya Jun                                  | Cantrall Hoeppner White                                | 4:07                                         |
| 5.                                           | "The First Snow" (Xiumin, Luhan, Kris, Chen, Lay, Tao)           | Kenzie                                       | Kim Kenzie                                             | 3:27                                         |
| 6.                                           | "Miracles in December" (Classical Orchestra Version)             |                                              | Johansson Hanley                                       | 4:33                                         |
| Tổng thời lượng:                             | Tổng thời lượng:                                                 | Tổng thời lượng:                             | Tổng thời lượng:                                       | 24:33                                        |

## Bảng xếp hạng
| Bảng xếp hạng                             | Thứ hạng cao nhất   | Thứ hạng cao nhất     |
| Bảng xếp hạng                             | Phiên bản tiếng Hàn | Phiên bản tiếng Trung |
| ----------------------------------------- | ------------------- | --------------------- |
| South Korea Gaon Weekly Albums Chart      | 1                   | 2                     |
| South Korea Gaon Monthly Albums Chart     | 1                   | 2                     |
| South Korea Gaon 2013 Yearly Albums Chart | 4                   | 10                    |
| South Korea Gaon 2014 Yearly Albums Chart | 34                  | 66                    |
| Japan Oricon Weekly Albums Chart          | 7                   | 20                    |
| Japan Oricon Monthly Albums Chart         | 24                  | 48                    |

| Bảng xếp hạng          | Thứ hạng cao nhất |
| ---------------------- | ----------------- |
| Billboard World Albums | 1                 |

## Doanh số
| Bảng xếp hạng     | Doanh số            | Doanh số              |
| Bảng xếp hạng     | Phiên bản tiếng Hàn | Phiên bản tiếng Trung |
| ----------------- | ------------------- | --------------------- |
| Hàn Quốc (Gaon)   | 341.878             | 204.438               |
| Nhật Bản (Oricon) | 24.530              | 11.734                |

## Lịch sử phát hành
| Khu vực       | Ngày                 | Định dạng | Hãng đĩa                    |
| ------------- | -------------------- | --------- | --------------------------- |
| Toàn thế giới | 9 tháng 12 năm 2013  | Tải về    | S.M. Entertainment          |
| Hàn Quốc      | 9 tháng 12 năm 2013  | CD tải về | S.M. Entertainment KT Music |
| Đài Loan      | 17 tháng 12 năm 2013 | CD        | Avex Taiwan                 |
| Thái Lan      | 20 tháng 12 năm 2013 | CD        | S.M. True                   |